# Deutsches Sprachdiplom

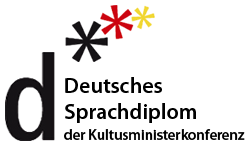
Logo certyfikatu

DSD  (Deutsches Sprachdiplom) – rodzaj certyfikatu poświadczającego znajomość języka niemieckiego, do którego egzaminy przygotowuje Kultusministerkonferenz (KMK). 
Egzaminy na DSD są przeprowadzane w Szkołach podstawowych, szkołach średnich w klasie maturalnej lub w gimnazjach w klasach trzecich. Ich poziom, w skali trudności egzaminów, określa się w przypadku certyfikatu DSD I na poziomie A2/B1, natomiast certyfikat DSD II na poziomie B2/C1 (stan na 2025), z czego wynika, że egzamin DSD II jest niemieckim odpowiednikiem egzaminu CAE z Cambridge. Do egzaminu podchodzi się bez konieczności uiszczania jakiejkolwiek opłaty, o ile zdaje się go grupowo. Natomiast za zdawanie indywidualne należy płacić. 
Wcześniej egzamin uważało się za zdany tylko wówczas, gdy uczestnik osiągnął co najmniej 30% z każdej części egzaminu, a łączny wynik egzaminu przekroczył 60%. W 2007 formuła została zrewolucjonizowana i obowiązuje do dziś: osoby, które osiągną co najmniej 30% z każdej części, ale nie przekroczą 60% ze wszystkich części, otrzymują certyfikat DSD B2, natomiast osoby, które zdały go według wcześniejszych warunków: DSD C1. Obecnie w każdym roku do poszczególnych poziomów i części egzaminów są dostosowywane indywidualne progi zdawalności.

## Obecny przebieg egzaminu
Egzamin składa się z dwóch części – ustnej i pisemnej.
Część ustna składa się z:
- prezentacji tematu (z zakresu kultury, sztuki itd.), przygotowanego przez zdającego wraz z plakatem lub prezentacją multimedialną;
- przygotowania 3-5-minutowego referatu na temat, który zostaje przydzielony już w trakcie egzaminu (zdający ma dwadzieścia minut na przygotowanie się do niego).

Część pisemna składa się z:
- rozumienia tekstu czytanego – zdający musi odpowiedzieć na pytania dotyczące podanego tekstu (żadne zadanie nie jest zadaniem otwartym);
- rozumienia ze słuchu – zdający odpowiada na pytania związane z nagranym i odsłuchiwanym jedno- lub dwukrotnie tekstem;
- napisania tekstu.

| części egzaminu                                  | elementy testu | czas trwania |
| ------------------------------------------------ | --- | ------------ |
| Leseverstehen (czytanie ze zrozumieniem)         | - dopasowanie tytułu do tekstu - testy jednokrotnego wyboru | 70 min.      |
| Hörverstehen (rozumienie ze słuchu)              | - dopasowanie tytułu do słyszanego tekstu - testy jednokrotnego wyboru | 40 min.      |
| Schriftliche Kommunikation (komunikacja pisemna) | - forma pisemna na podany temat, zawierająca w sobie streszczenie, rozprawkę "za i przeciw" oraz rozprawkę z pytaniem o opinię (temat zawiera grafikę, którą należy opisać i tekst do analizy) | 120 min.     |
| Mündliche Kommunikation (komunikacja ustna)      | - dyskusja na wylosowany w trakcie egzaminu temat (zdający ma 20 minut tuż przed egzaminem na przygotowanie się do niego) - prezentacja wcześniej wybranego tematu                             | 20 min.      |